# Martina Gmür
Martina Gmür (* 1979 in Münster VS) ist eine Schweizer Künstlerin, die skulptural – objekthaft und installativ als Malerin und Performancekünstlerin in Basel arbeitet.

## Biografie
Martina Gmür machte ihre Ausbildung 1996–1999 an der École de design et Haute école d’art du Valais, édhéa in Siders und 1999–2002 an der Hochschule für Gestaltung und Kunst in Basel. 2007 erhielt sie den Manor Kunstpreis und eine Einzelausstellung in Sion mit Publikation. Bereits während der Studienzeit wurde ihr 2000 den UBS Art Award bei einer Ausstellung in der Londoner Whitechapel Art Gallery verliehen.

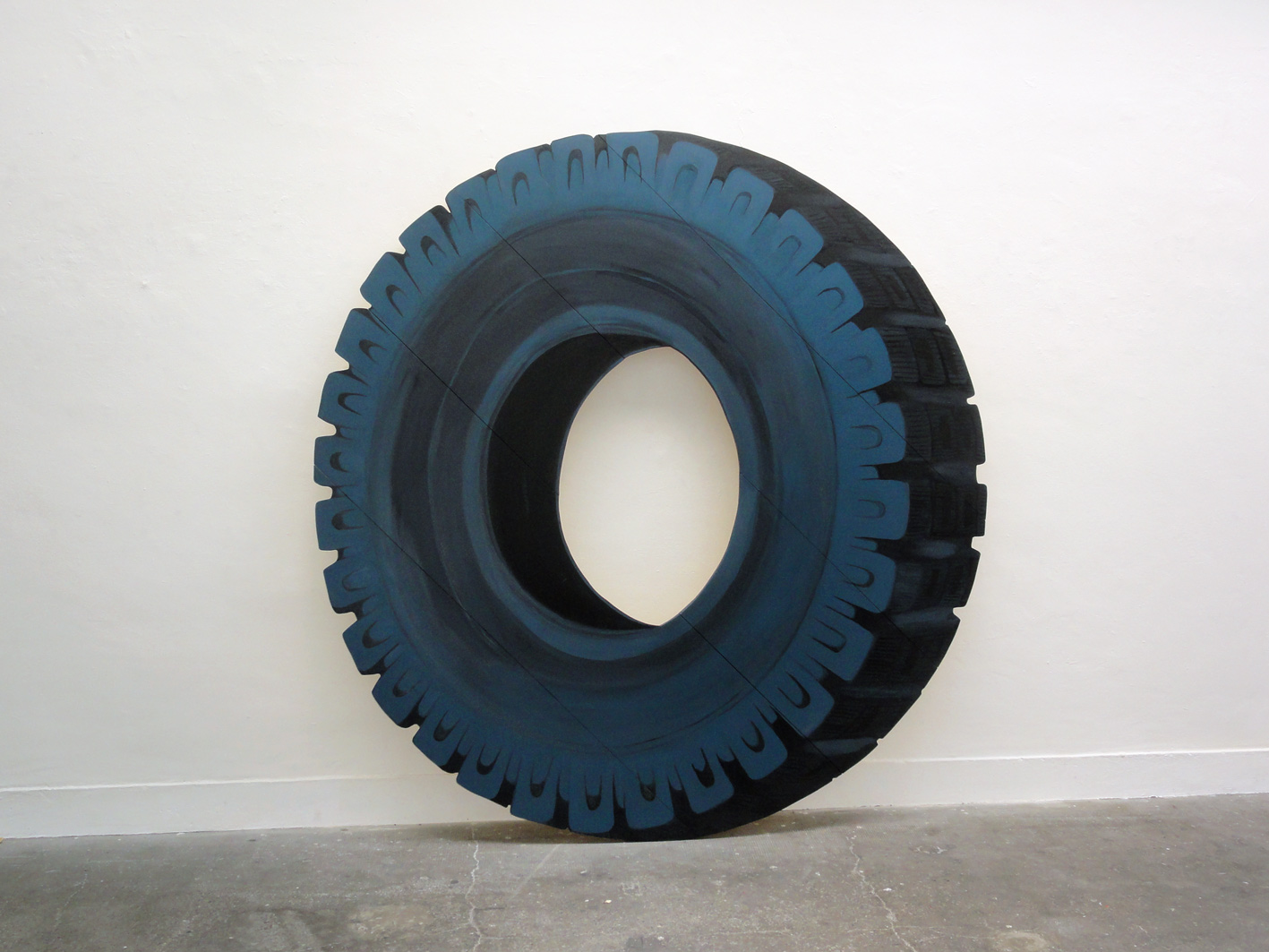
Ausstellungsansicht, Projektraum M54 Basel – Martina Gmür, Der Direktor (2013, Öl auf Holz)

Die Künstlerin arbeitet mit der Basler Galerie Stampa, die auch schon Pipilotti Rist, Monika Dillier und Miriam Cahn vertreten hat, zusammen und stellt regelmässig in der Galerie und bei der internationalen Kunstmesse Art Basel aus. Sie erhielt 2004 den Förderpreis des Kantons Wallis sowie 2002 und 2008 den Werkbeitrag des Kunstkredits Basel-Stadt. Als sie 2007 in Abidjan, Elfenbeinküste ausstellte, wurde sie dort mit dem Grand Prix du Festival International des Arts Visuels d’Abidjan, Côte d’Ivoire geehrt. Sie gewann Atelierstipendien 2007 in Montreal mit dem Atelier Mondial und 2005 in Nairs im Zentrum für Gegenwartskunst im Engadin. In Basel profitierte sie 2011 vom Atelierstipendium im Kunstfreilager Dreispitz. Sie war Teil der Basler Performancegruppe GABI, die von 1999 an gemeinsam Performances aufführte.
Martina Gmür arbeitet hauptsächlich mit Malerei und dem Bildträger. Sie probiert dabei verschiedenste Materialien und Techniken aus. Sie sägt Formen aus den Untergründen, benutzt Folie, Jute, Gipseier als Bildträger oder gestaltet Ansichten als verschliessbare Möbel im Sinne eines Schrankes oder einer Ansicht hinter Fensterläden. Die Arbeiten zeigen Menschen, Tiere, Dinge und Landschaften, figürlich und abstrakt und leben von den Verhältnissen von Farbe, Träger und Untergrund, von Fragmentierung, Transparenz, Dunkelheit, Dichte und Leere.
Von 2014 bis 2017 studierte sie Lehrberufe für Gestaltung und Kunst in Basel und schloss mit dem Master of Arts ab.

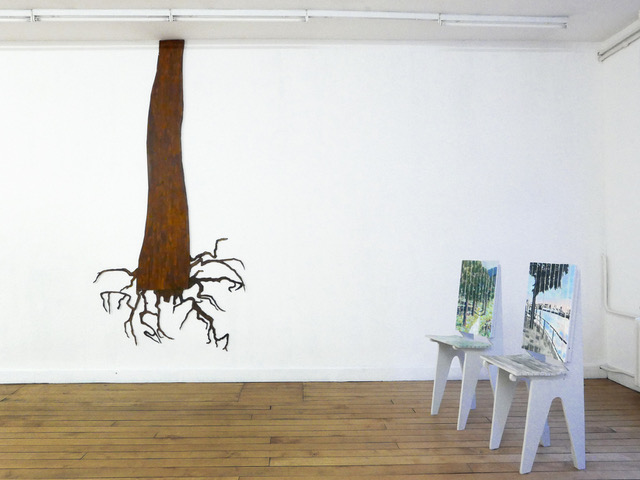
Martina Gmür, Wurzeln (2019, Öl auf Holz) und Aussicht Scuol und Aussicht Basel (2019, Acryl auf Holz)

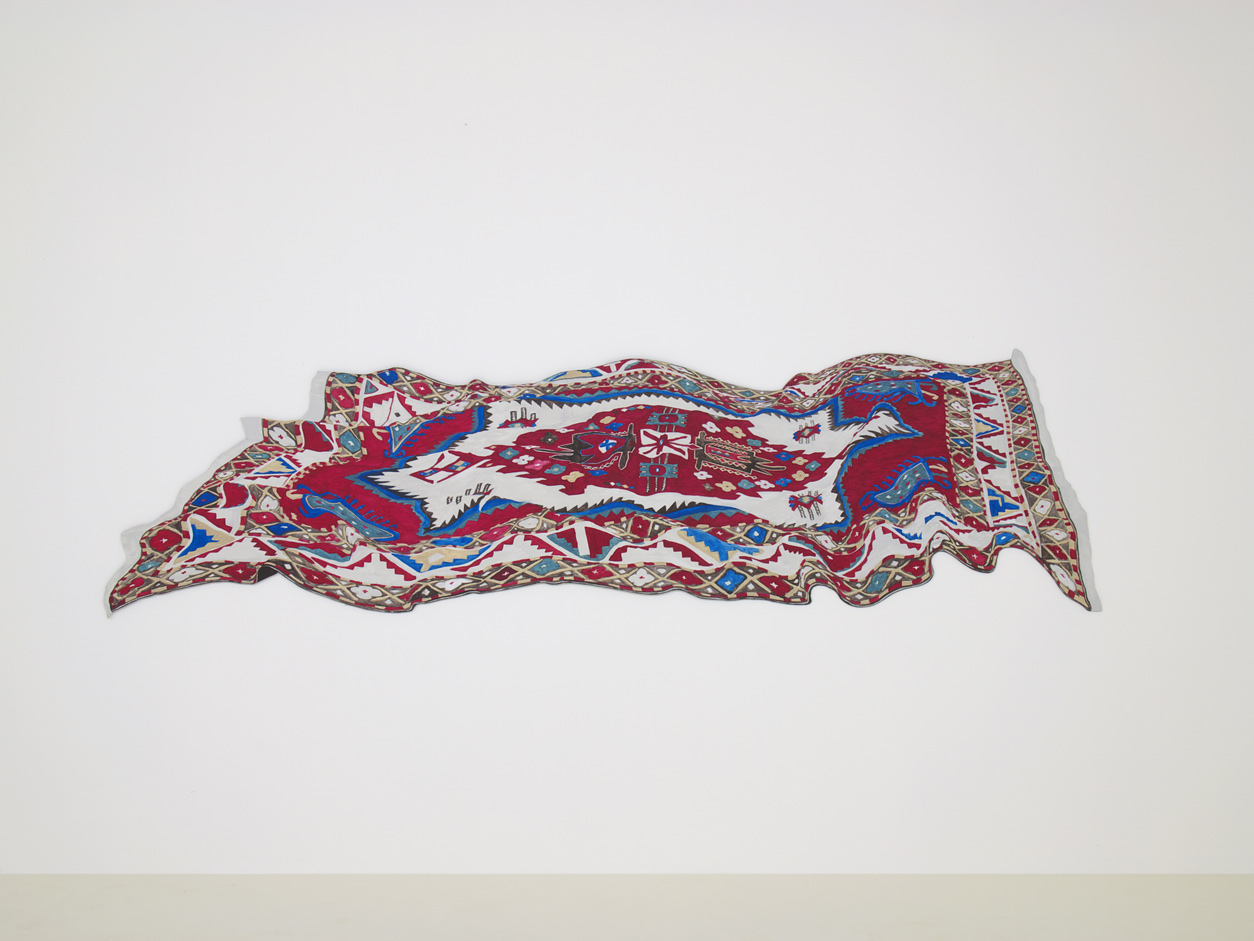
Atelieransicht Martina Gmür, Fliegender Teppich (2010, Acryl auf Pavatex)

Ihre Werke sind in der Kunstsammlung des Kunstkredits Basel-Stadt und Baselland, im Kunstmuseum Wallis und im Kunstmuseum Thun vertreten.

## Ausstellungen

### Einzelausstellungen
- 2000: Einzelausstellung, Galeriespiel, Kaskadenkondensator Basel[15]
- 2004: Solo, Kunsthaus Baselland, Muttenz[9]
- 2007/08: Martina Gmür. Suite cognitive, Musée d’art, Sion
- 2014: Martina Gmür. Simple Complex, Galerie Stampa, Basel[16]
- 2019: Martina Gmür. Inside out & Achtung cat content, Galerie Stampa, Basel

### Ausstellungen und Projekte (Auswahl)
- 2000: In diesem Moment ist alles anders, Performance, Kaskadenkondensator Basel
- 2001: Weder Verwandt noch Verschwägert, mit Lena Eriksson, Lex Vögtli, Hagar Schmidhalter, Kaskadenkondensator Basel
- 2001: Höchstleistung, mit der Performancegruppe GABI, Shed im Eisenwerk, Frauenfeld
- 2001: Airline Hijack, Performance: GABI sieht alles, Kunsthalle Basel
- 2001: Topfit, Performancefestival Exit, mit der Performancegruppe GABI, Helsinki
- 2002: In diesem Moment ist alles anders, Performance, Kaskadenkondensator Basel
- 2002: Tabu, Performance mit GABI, Kunsthaus Baselland, Muttenz
- 2005: Meine Chinesin zusammen mit der Künstlerinnengruppe Tischgespräche, o. T. Raum für aktuelle Kunst, Luzern[17]
- 2007: Tierisch. Wenn der Mensch auf "den Hund" kommt, Haus für Kunst, Uri
- 2008: Die Glücksmaschine, zusammen mit der Künstlerinnengruppe Tischgespräche, Ausstellungsraum Klingental, Basel
- 2008: Junge Malerei 2007–2008, Kunstraum Baden, Baden[18]
- 2008: Transit Basel-Nairs 2. Dock: Aktuelle Kunst aus Basel. Scuol, Zentrum für Gegenwartskunst Nairs
- 2008: Young and Beautiful. Kunst Raum Riehen
- 2010: Archiv Performativ, Wiederaufführung der Performance, In diesem Moment ist alles anders, Kaskadenkondensator Basel
- 2010: Felicità. Freude, Glück und Emotionen in der zeitgenössischen Kunst, Centre PasquArt, Biel
- 2011: Atelier Multiples-éditions ECAV, 10 ans d'édition, 2001–2011, Musée cantonal des beaux-arts, Sion
- 2011: Goldenes Kleeblatt: Scherben und Vasen, Malerei und Video von Monika Dillier, Martina Gmür, Regula Hurter und Uri Urech, Kaskadenkondensator Basel[19]
- 2012: Einfach Sagen, Performanceprojekt mit Andrea Saemann, Chris Regn, Theater, Kaserne Basel
- 2013: Die heilige Christine und andere Frauen die sich weggeworfen haben, Einzelausstellung in 14 Zusammenarbeiten, Kaskadenkondensator Basel
- 2014: Métamorphismes II,Walliser Kantonsmuseen, Sitten[20]
- 2014/2015: Regionale 15 – Approaching Architecture / Annäherung an Architektur, Kunsthaus Baselland, Muttenz
- 2017/2018: En Marche, Faire un pas, c'est faire un choix, Le Pénitencier, Sion[21]
- 2018: Blumen im Haus eines spanischen Psychiaters, Amerbachstudios, Basel[22]
- 2019: International Performance Art Giswil 2019. Full Moon Edition. Turbine Giswil
- 2019: Blumen am Rand eines alten Kraters, Atelierhaus Wiesenstrasse, Berlin
- 2020: I never read, Bookfair, I Ever See, Poster Edition, Basel[23]
- 2021: Im Bernsteinzimmer, Kaskadenkondensator Basel[24]
- 2022: Im Vorderberg, Oberwil (BL)
- 2022: Bang Bang – translokale Performancegeschichten im Museum Tinguely in Basel[25]
- 2023: 15 Kunstwerke, Galerie Stampa Basel[26]
- 2023: Das Gefüge, Kaskadenkondensator Basel[27]
- 2024: Blumen im Haus und Kater, Fabriculture Hegenheim[28]